# Jarosław Kaczyński
Jarosław Aleksander Kaczyński (kiejtéseⓘ, Varsó, 1949. június 18. –) lengyel politikus, 2006. július 14. és 2007. november 16. között a Lengyel Köztársaság miniszterelnöke. A konzervatív, jobboldali populista Jog és Igazságosság (Prawo i Sprawiedliwość, PiS) párt elnöke, melynek alapításában is részt vett 2001-ben. Az 1970-es évektől politizál, együttműködött a Munkásvédelmi és a Helsinki Bizottsággal. Az 1980-as években a Szolidaritás vezető tagja volt, 1989-ben szenátor lett, később parlamenti képviselőként tevékenykedett. Jogi végzettséggel rendelkezik. 
Annak ellenére, hogy nem miniszterelnök vagy elnök, és formálisan csak a Szejm tagja, a pártja által 2015-ben megnyert parlamenti választások óta Lengyelország egyik vezetőjének tekintik.
A néhai lengyel államfő, Lech Kaczyński ikertestvére.